# The Battle Royal
The Battle Royal er en amerikansk stumfilm fra 1916 af Will Louis.

## Medvirkende
- Oliver Hardy som Plump.
- Billy Ruge som Runt.
- Elsie MacLeod.
- Billy Bletcher.
- Will Louis.